# Presión en un fluido

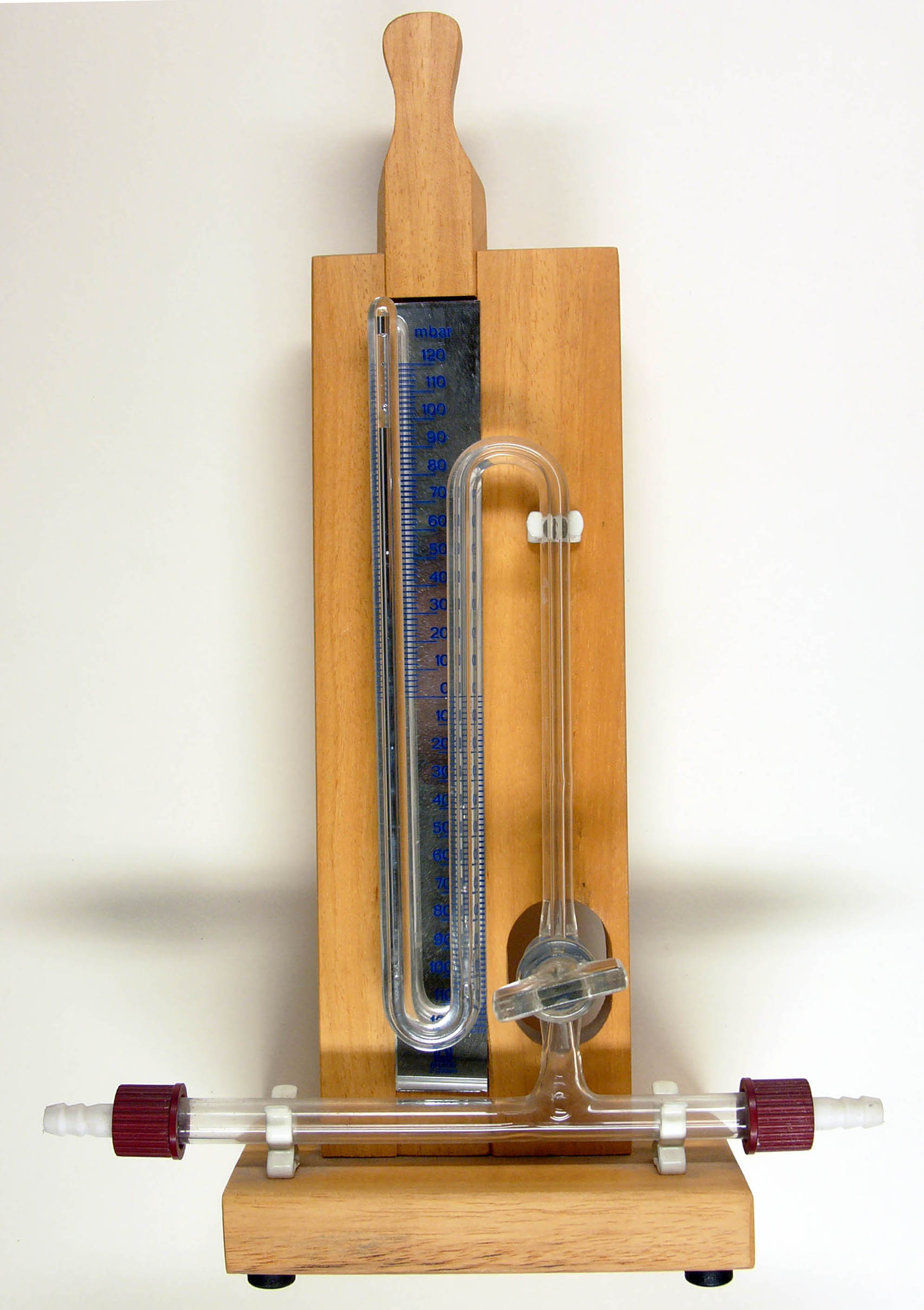
Columna de mercurio.

La presión que ejerce el líquido es la presión termodinámica que interviene en la ecuación constitutiva y en la ecuación de movimiento del fluido, en algunos casos especiales esta presión coincide con la presión media o incluso con la presión hidrostática. Todas las presiones representan una medida de la energía potencial por unidad de volumen en un fluido. Para definir con mayor propiedad el concepto de presión en un fluido se distinguen habitualmente varias formas de medir la presión:
- La presión media, o promedio de las presiones según diferentes direcciones en un fluido, cuando el fluido está en reposo esta presión media coincide con la presión hidrostática.
- La presión hidrostática es la parte de la presión debida al peso de un fluido en reposo. En un fluido en reposo la única presión existente es la presión hidrostática, en un fluido en movimiento puede aparecer una presión hidrodinámica adicional relacionada con la velocidad del fluido. Es la presión que sufren los cuerpos sumergidos en un líquido o fluido por el simple y sencillo hecho de sumergirse dentro de este. Se define por la fórmula {\displaystyle \scriptstyle P_{h}=\gamma h\,} donde {\displaystyle \scriptstyle P_{h}\,} es la presión hidrostática, {\displaystyle \gamma =\rho g\,} es el peso específico y {\displaystyle \scriptstyle h} profundidad bajo la superficie del fluido.
- La presión hidrodinámica es la presión termodinámica dependiente de la dirección considerada alrededor de un punto que dependerá además del peso del fluido, el estado de movimiento del mismo.

## Presión hidrostática
Un fluido pesa y ejerce presión sobre los techos, suelo y el fondo del recipiente que lo contiene y sobre la superficie de cualquier objeto sumergido en él. Esta presión, llamada "presión hidrostática", provoca en fluidos en reposo, una "fuerza" perpendicular a las paredes del recipiente o a la superficie del objeto sumergido sin importar la orientación que adapten las caras. Si el líquido fluyera, las fuerzas resultantes de las presiones ya no serían necesariamente perpendiculares a las superficies. Esta presión depende de la densidad del líquido en cuestión y de la altura del líquido con referencia del punto del que se mida.
Se calcula mediante la siguiente expresión:
m,k

{\displaystyle \ P=\rho \,g\,h+P_{0}}

Donde, usando unidades del SI,
- {\displaystyle \ P} es la presión hidrostática (en pascales);
- {\displaystyle \ \rho } es la densidad del líquido (en kilogramos sobre metro cúbico);
- {\displaystyle \ g} es la aceleración de la gravedad (en metros sobre segundo al cuadrado);
- {\displaystyle \ h} es la altura del fluido (en metros). Un líquido en equilibrio ejerce fuerzas perpendiculares sobre cualquier superficie sumergida en su interior
- {\displaystyle \ Po} es la Presión atmosférica (en pascales).

## Presión media
En un fluido en reposo la presión en un punto es constante en cualquier dirección y por tanto la presión media, promediando en todas direcciones coincide con la presión hidrostática. Sin embargo, en un fluido en movimiento no necesariamente sucede así. En un fluido cualquiera la presión media se define desde que la traza del tensor tensión del fluido:

{\displaystyle {\bar {p}}={\frac {1}{3}}{\mbox{tr}}({\boldsymbol {\sigma }})}

En un fluido newtoniano la presión media coincide con la presión termodinámica o hidrodinámica en tres casos importantes:
- Cuando el fluido está en reposo, en este caso, son iguales la presión media, la presión hidrostática y la presión termodinámica.
- Cuando el fluido es incompresible.
- Cuando la viscosidad volumétrica es nula.

En un fluido en reposo en los puntos donde el fluido está en contacto con una superficie sobre la que ejerce una presión uniforme la presión media obviamente es:

{\displaystyle {\bar {p}}={\frac {1}{3}}{\mbox{tr}}({\boldsymbol {\sigma }})={\frac {F}{A}}}

Donde:
F\, es la fuerza resultante asociada a las presiones sobre dicha superficie.
A\, es el área total de la superficie sobre la que actúan las presiones uniformemente.

## Presión hidrodinámica
En un fluido en movimiento general, al medir la presión según diferentes direcciones alrededor de un punto, esta no será constante, dependiendo la dirección donde la presión es máxima y mínima, y de la dirección y valor de la velocidad en ese punto.
De hecho en un fluido newtoniano cuya ecuación constitutiva, que relaciona el tensor tensión con el tensor velocidad de deformación:

{\displaystyle \sigma _{ij}=(-p+\lambda d_{kk})\delta _{ij}+2\mu d_{ij}=\left(-p+\lambda {\frac {\partial v_{k}}{\partial x_{k}}}\right)\delta _{ij}+\mu \left({\frac {\partial v_{i}}{\partial x_{j}}}+{\frac {\partial v_{j}}{\partial x_{i}}}\right)}

Donde:
{\displaystyle \sigma _{ij}\,} son las componentes del tensor tensión.
{\displaystyle d_{ij}\,} son las componentes del tensor velocidad de deformación.
{\displaystyle v_{i}\,} son las componentes del vector velocidad del fluido.
{\displaystyle p\,} es la presión hidrodinámica.
{\displaystyle \lambda ,\mu \,} son dos viscosidades que caracterizan el comportamiento del fluido.
Puede probarse que la presión hidrodinámica se relaciona con la presión media por:

{\displaystyle p={\bar {p}}+K({\boldsymbol {\nabla }}\cdot \mathbf {v} )}

Donde:
{\displaystyle K=\lambda +2\mu /3\,}, es la viscosidad volumétrica.
{\displaystyle {\boldsymbol {\nabla }}\cdot \mathbf {v} }, es la divergencia del vector velocidad.